# ソフホーズナヤ駅
ソフホーズナヤ駅（ソフホーズナヤえき、ロシア語: Станция Совхозная）は、ロシア連邦沿海地方プロフラドノエ地区にあるロシア鉄道極東鉄道支社の駅である。シベリア鉄道上の駅で、エレクトリーチカ（近郊列車）のみ停車する。

## 歴史
1958年に開業。1962年に電化された。

## 駅構造
相対式ホーム2面2線を有する地上駅。ホーム間の移動は構内踏切を経由する。無人駅である。

### のりば
| ホーム | 列車             | 行先                             | 備考 |
| ------ | ---------------- | -------------------------------- | ---- |
| 1      | エレクトリーチカ | ウスリースク・バラノフスキー方面 |      |
| 2      | エレクトリーチカ | ウラジオストク・ウゴリナヤ方面   |      |

## 隣の駅
ロシア鉄道
シベリア鉄道
エレクトリーチカ（各駅停車）
ナジェジジンスカヤ駅 - ソフホーズナヤ駅 - アムールスキー・ザリーフ駅